# Xenothyris ferruginea
Xenothyris ferruginea är en stekelart som beskrevs av Henry Keith Townes, Jr. 1969. Xenothyris ferruginea ingår i släktet Xenothyris och familjen brokparasitsteklar. Inga underarter finns listade i Catalogue of Life.